# Takudži Jonemoto
Takudži Jonemoto (japonsko 米本 拓司), japonski nogometaš, * 3. december 1990.
Za japonsko reprezentanco je odigral eno uradno tekmo.